# Lago (Revine Lago)
Lago è una frazione del comune di Revine Lago, in provincia di Treviso.

## Geografia fisica
Il paese sorge sulle rive settentrionali del lago di Lago (o di San Giorgio), uno dei due laghi di Revine Lago. Si trova inoltre ai piedi delle Prealpi Bellunesi, sviluppandosi lungo la SP 35 "della Vallata".

## Storia
A differenza della vicina Revine, controllata dai vescovi-conti di Ceneda, nel medioevo Lago appartenne ai Caminesi.
Già comune autonomo con frazioni Santa Maria e Sottocroda (denominato Lago e poi San Giorgio di Lago), nel 1868 si unì a Revine per formare l'odierno Revine Lago.

## Monumenti e luoghi d'interesse
Come le altre borgate della zona, Lago mantiene un centro storico caratteristico, con edifici in pietra e stretti vicoli.

### Nuova parrocchiale

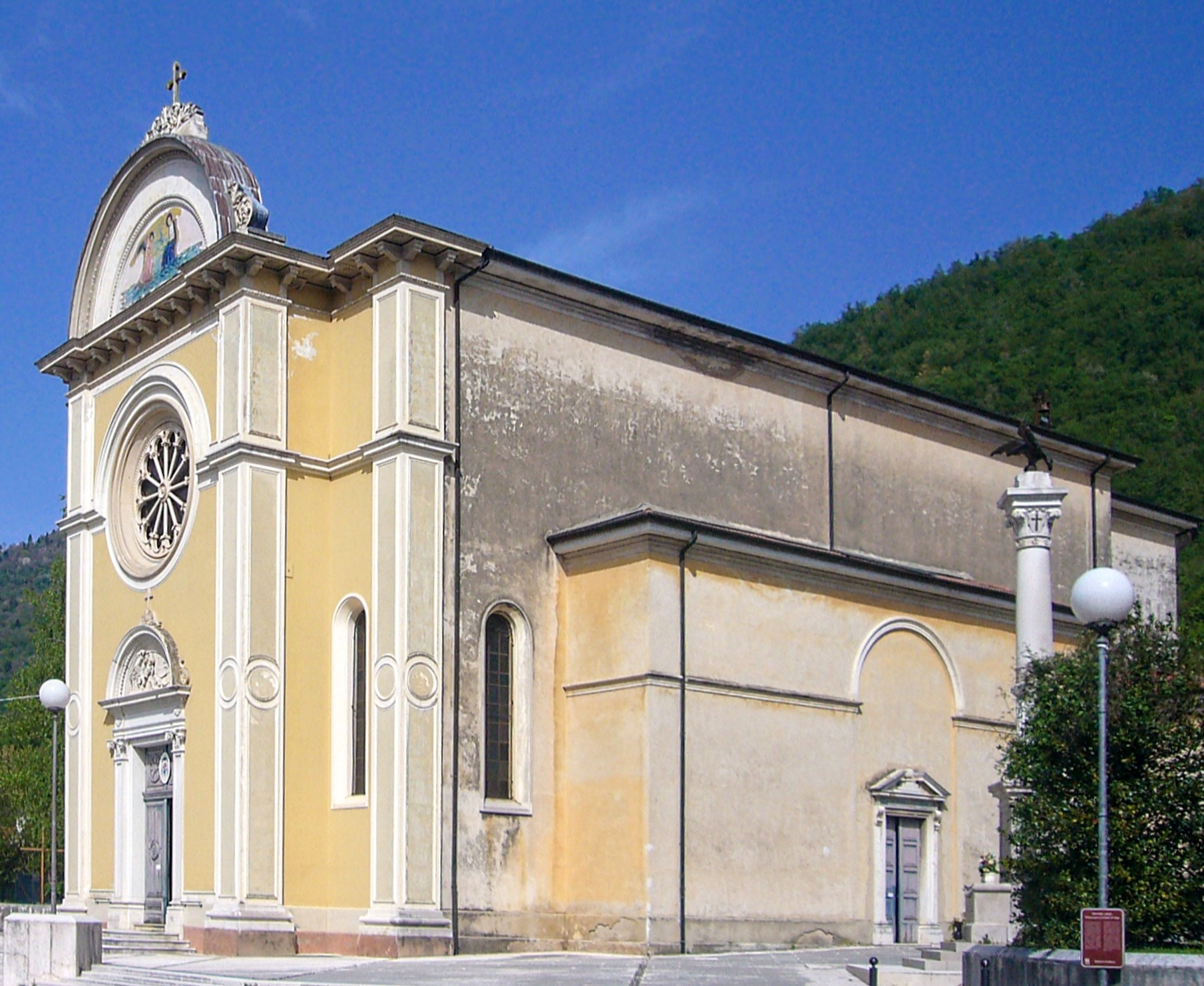
La chiesa parrocchiale

A partire dal 1897 fu iniziata una nuova chiesa, consacrata il 18 marzo 1923 dal vescovo di Ceneda Eugenio Beccegato, che al contempo erigeva Lago a sede di parrocchia.
La chiesa nuova conserva gli arredi della precedente, tra i quali una tavola di Francesco da Milano (1502), una tela di Geronimo Ballerini (1681) e due tele di Egidio Dall'Oglio (1700). Più recente la tela di Giuseppe Modolo (1957).

### Vecchia parrocchiale
La vecchia chiesa parrocchiale, intitolata a San Giorgio, ha origini incerte. Antica succursale della pieve di Tarzo, dal 1599 viene ricordata come curazia e il sacerdote locale, per antica consuetudine, era eletto direttamente dalla popolazione.
Dell'edificio, trasformato in salone dopo la consacrazione della nuova chiesa, va ricordato l'antico campanile. Da ricordare anche la canonica settecentesca.

## Cultura
- Dal 2005, a Lago si svolge ogni estate il Lago Film Fest, festival cinematografico internazionale di cortometraggi, documentari e sceneggiature.
- I paesaggi, la storia e la lingua di Lago sono al centro di molte opere del poeta Luciano Cecchinel, una tra le maggiori voci della poesia italiana contemporanea: vanno segnalate per il dialetto le due raccolte Al tràgol jért e Sanjut de stran, per le vicende storiche legate alla Resistenza le due raccolte Perché ancora e Le voci di Bardiaga, nonché i numerosi suoi articoli e studi sulle tradizioni locali e sulle culture subalterne.